# Krytycy i artyści
Krytycy i artyści – polemika Cypriana Kamila Norwida z 1849 z anonimowym artykułem w Dzienniku Polskim.

## O utworze
Krytycy i artyści stanowią odpowiedź Norwida na niepodpisany artykuł zatytułowany Artyści i zamieszczony w poznańskim Dzienniku Polskim Karola Libelta z 25 lipca 1849. Artykuł anonimowego autora, najprawdopodobniej zaprzyjaźnionego z Wojciechem Stattlerem i jego krakowskim środowiskiem artystycznym, rozpoczyna się obrazem zagrożeń, jakie niosą dla sztuki wojenne wydarzenia Wiosny Ludów oraz zobojętnienia na nią społeczeństwa (Nikt dziś nie nabywa obrazów). Od jeremiady autor przerzuca się do apoteozy. Chwali Overbecka  i Stattlera, którego pobudza do twórczości nie zysk materialny, ale istota moralna, rozwijająca się religijnie. Wystawia mu świadectwo dobrego ojca rodziny, nauczyciela wzorowego młodzieży, przy tym  pokornego przy wielkiej nauce i  wiodącego życie czyste. Spośród artystów młodego pokolenia chwali ucznia Stattlera, Łuszczkiewicza. Gani natomiast zgubną zarozumiałość, która wielu zepchnęła w nicość niejakiego Tadeusza Brodowskiego i  drugiego jeszcze, z wymienieniem nazwiska którego wstrzymuję się przez miłość dla jego uczuć i talentu, acz jeszcze niczym się nie wywiązał z otrzymanego daru.
Tym drugim artystą był Norwid, który łatwo rozszyfrował aluzje, a może nawet zidentyfikował felietonistę. Odpowiedź swoją wysłał do Poznania wraz z listem z 28 lipca. Drukiem ukazała się w numerze 55 Dziennika Polskiego z 11 sierpnia 1849.

## Treść
Krytyka sztuki oddziałuje na sztukę jedynie pośrednio wpływając na potrzeby społeczeństwa, o ile te już istnieją. Krytykom wydaje się, że wystarczy spojrzeć, by wiedzieć ku czemu dana sztuka zmierza. Opierają się na wyobraźni, która im podpowiada, że czas wojny jest nieprzychylny sztukom oraz na świętych zasadach moralności. Pojmują je zaś w ten sposób, że Veronese, który dużo uczt malował, winien jest obżarstwa, Teniers – nieczystości, bo przedstawiał brudne karczmy, Bassano przeciwnie zaleca się pokorą, bo malował swoje postaci na klęczkach i z pochyloną głową. Uwagi o siedmiu grzechach głównych, w tym o zarozumiałości, na niewiele jednak sztuce się przydadzą. Krytyka nic nie jest w stanie uczynić dla sztuki, jak tylko poprzez wpływ na publiczność. Powinna mówić czym sztuka jest i gdzie jestː że wojny tylko chwilowo na nią wpływają, że epoka, kiedy Konstantyn wykładał wielkie środki, by stworzyć nową stolicę jest najnikczemniejszą w dziejach sztuki, a czasy zamętu w renesansowej Europie wydały Rafaela, Michała Anioła, Leonarda, Dürera. Odnośnie zaś pojęcia sztuki, warto wyjść z nieprawdziwego mniemania, że sztuka powinna być nadzmysłową ekstatyczką. Sztuka jest zmysłowością uduchowioną przez dramat miłości, świętą nierządnicą, która wylewa olejek na stopy Zbawiciela. Niech więc nikt nie radzi go sprzedawać, a oszczędności złożyć w kasie, bo to sztuce nic nie da.